# Віллінген
Віллінген (нім. Willingen) — громада в Німеччині, знаходиться в землі Гессен. Підпорядковується адміністративному округу Кассель. Входить до складу району Вальдек-Франкенберг.
Площа — 80,19 км2. Населення становить 6132 ос. (станом на 31 грудня 2020).

## Географії

### Адміністративний поділ
Громада  складається з 9 районів:
- Беміггаузен (300 осіб)
- Аймельрод (582 осіб)
- Гемміггаузен (100 осіб)
- Нердар (100 осіб)
- Раттлар (400 осіб)
- Швалефельд (900 осіб)
- Уссельн (2 100 осіб)
- Веллерінггаузен (100 осіб)
- Віллінген (3 500 осіб)